# Хенри Хауърд, граф на Съри
Хенри Хауърд, граф на Съри (на английски: Henry Howard, Earl of Surrey; * 1516, Хартфордшър, Кралство Англия; † 19 януари 1547, Тауър Хил, Великобритания) е английски благородник с кралско потекло, хуманист, един от основателите на поезията на английския ренесанс, заедно със сър Томас Уайът.

## Живот
Хенри Хауърд е първи син на 3-тия херцог на Норфолк Томас Хауърд и втората му съпруга лейди Елизабет Стафърд (дъщеря на 3-тия херцог на Бъкингам, Едуард Стафърд), така че е кралски потомък както по бащина линия (на Едуард I), така и по майчина.
Той е отгледан в Уиндзор заедно с незаконния син на Хенри VIII от Елизабет Блаунт Хенри Фицрой, херцог на Ричмънд. Те стават близки приятели, а по-късно Фицрой се жени за Мери, сестрата на Хенри. Той става граф на Съри през 1524 г., когато умира дядо му и баща му става херцог на Норфолк.
През 1532 г. пътува във Франция заедно с първата си братовчедка Ан Болейн, Хенри VIII и херцога на Ричмънд и прекарва повече от година като член на свитата на френския крал Франсоа I.
През 1532 г. Хенри Хауърд се жени за лейди Франсис де Вер, дъщеря на графа на Оксфорд Джон де Вер и графинята на Оксфорд Елизабет Тръсел. Те имат пет деца. През 1536 г. се ражда първият му син Томас (по-късно 4-ти херцог на Норфолк). През същата година Ан Болейн е екзекутирана по обвинение в прелюбодеяние и измяна, а Хенри Фицрой умира на 17-годишна възраст и е погребан в един от домовете на Хауърд, Тетфърдското абатство.
Хенри служи заедно с баща си в потушаването на бунта в Йоркшър против разрушаването на манастирите от Хенри VIII. Въпреки това Хауърд е обвинен от враговете на рода си семейство Сиймур, които са се сродили с краля чрез женитбата му за Джейн Сиймур след екзекуцията на Ан Болейн, че е подкрепял бунта, което води до затварянето му в Уиндзор през 1537 г., където пише известното си стихотворение Prisoned in Windsor (Затворен в Уиндзор), в което си припомня детските дни в Уиндзор. След смъртта на Джейн Сиймур друга братовчедка на Хауърд, Катрин Хауърд, също се жени за Хенри VIII през 1540 г. и семейството си възвръща благоразположението на краля.
Като военен Хенри участва в походите в Шотландия (1542), Фландрия и Франция (1543 – 46) и се бие заедно с войските на Карл V, който иска да завладее Нидерландия. През 1541 г. е произведен в рицар на жартиерата.
През 1542 и 1543 г. е затворен в затвора Флийт, първо заради свада с друг дворянин, а втория път заради пиянски безредици по улиците на Лондон и счупване на прозорци. Той не остава дълго в затвора, но там съчинява Satire against the Citizens of London (Сатира срещу гражданите на Лондон).
През 1543 г. е ранен при обсадата на Монтрьой, през 1545 – 46 г. е командир на гарнизона на Булон, победен е при Сент Етиен през 1546 г. и е сменен от врага си лорд Хертфорд.
Хенри се връща в Англия през 1546 г. когато Хенри VIII е тежко болен и различни фракции се борят за влияние над 9-годишния му син Едуард VI. Ако Хенри VIII не бе имал потомци, бащата на Хенри Хауърд би бил предполагаемия наследник и има настроения, че баща му трябва да стане регент на младия крал. Семейство Сиймур използва този факт, за да обвини графа на Съри, че има планове да узурпира трона и той е хвърлен в Тауър.
По време на процеса срещу него сестра му признава, че той все още е католик, което утежнява положението му. Всъщност основното обвинение в измяна е, че Съри е използвал на щита си герба на Едуард I, който му се полага по право, но чиято употреба е забранена от Хенри VIII, освен от него лично. Той е осъден на смърт на 13 януари 1547 г. и е обезглавен на 19 януари 1547 г., последният екзекутиран по време на режима на Хенри VIII. Баща му е също обвиняем и осъден на смърт, но поради смъртта на краля екзекуцията му, насрочена за 29 януари, е отменена.
Хенри Хауърд е погребан във впечатляваща гробница от алабастър в църквата Св. Ангел Михаил във Фрамлингхам, Съфък.

## Творчество
Четиридесет стихотворения от Съри, включително Description and Praise of his love Geraldine' (Описание и възхвала на любимата Джералдин) са публикувани десет години след смъртта му от Tottel в „Songs and Sonnets written by the Right Honorable Lord Henry Howard late Earl of Surrey and other“ (1557) заедно с творби на сър Томас Уайът, в чиято памет публикува Epitaph on Sir Thomas Wyatt. Наред с Уайът, Хенри Хауърд е първият английски поет, използвал сонетната стихотворна форма, заимствана от Петрарка. Той установява сонета в рима: abab cdcd efef gg, която по-късно се използва от Шекспир и става известна като Шекспиров или английски сонет.
Хауърд е първият английски поет, използвал „бял стих“ (неримуван стих, blank verse) в пет ямбични стъпки в превода си на втора и четвърта книга на Енеида от Вергилий, публикувани през 1554 и 1557 г. в Tottel's Songes and Sonettes. Сър Филип Сидни оценява лириката на Съри за „много неща с вкус на благородник и достойни за благороден ум“.